# Roque de la Cruz
Roque de la Cruz es un ex ciclista profesional español. Nació el 13 de diciembre de 1964 en Cenizate (provincia de Albacete).
Debutó como profesional el año 1986 en el equipo Seat-Orbea. 
Destacó fundamentalmente en la Vuelta a los Valles Mineros, donde finalizó tercero en las ediciones de 1987 y 1988.

## Palmarés
No obtuvo victorias como profesional.

## Equipos
- Seat-Orbea (1986)
- Caja Rural (1986-1989)
- Seur (1990-1991)